# Le cronache di Thomas Covenant l'incredulo
Le cronache di Thomas Covenant l'incredulo (The Chronicles of Thomas Covenant) è una saga fantasy scritta da Stephen R. Donaldson tra il 1977 e il 2013. È strutturata come trilogia dei libri La conquista dello scettro (Lord Foul's Bane), La guerra dei giganti (The Illearth War), e L'assedio della rocca (The Power That Preserves).
Negli anni ottanta Donaldson ne scriverà un seguito, sempre di tre volumi, più breve e con un altro protagonista che lentamente soppianta Thomas Covenant; in Italia è stato intitolato Le seconde cronache di Thomas Covenant l'incredulo, formato da tre romanzi. Dal 2004 al 2013 si sono aggiunti ulteriori quattro romanzi alla serie, facenti parte della tetralogia Le ultime cronache di Thomas Covenant l'incredulo (The Last Chronicles of Thomas Covenant).
Il protagonista è Thomas Covenant, uno scrittore ammalato di lebbra, isolato dalla società, destinato a diventare l'eroico salvatore di un mondo alternativo, esperienza alla quale non crede e che vive come un sogno; o, forse, salvatore di sé stesso.

## Romanzi
Le cronache di Thomas Covenant l'incredulo
- La conquista dello scettro, 1977
- La guerra dei giganti, 1978
- L'assedio della rocca, 1979

Le seconde cronache di Thomas Covenant l'incredulo
- Il Sole ferito, 1980
- L'albero magico, 1982
- L'oro bianco, 1983

Le ultime cronache di Thomas Covenant l'incredulo
- The Runes of the Earth, 2004
- Fatal Revenant, 2007
- Against All Things Ending, 2010
- The Last Dark, 2013

## Curiosità
- Il romanzo La conquista dello scettro ha ispirato Cliff Burton (1962-1986), ex bassista dei Metallica, una frase poi utilizzata per il testo di To Live Is to Die, brano a lui dedicato, contenuto nell'album ...And Justice for All, pubblicato dopo la sua scomparsa.